# 乌什河畔日塞
乌什河畔日塞（法語：Gissey-sur-Ouche，法語發音：[ʒisɛ syʁ uʃ]）是法国科多尔省的一个市镇，属于第戎区。

## 地理
乌什河畔日塞（47°15'48"N, 4°46'3"E）面积14.48 平方千米，位于法国勃艮第-弗朗什-孔泰大區科多尔省，该省份为法国中东部省份，北起奥布省，西接涅夫勒省和约讷省，南至索恩-卢瓦尔省，东南接汝拉省，东临上索恩省，东北部与上马恩省接壤。
与乌什河畔日塞接壤的市镇（或旧市镇、城区）包括：乌什河畔圣玛丽、乌什河畔巴尔比雷、乌什河畔圣维克托、阿热、阿尔塞、热尔格伊。

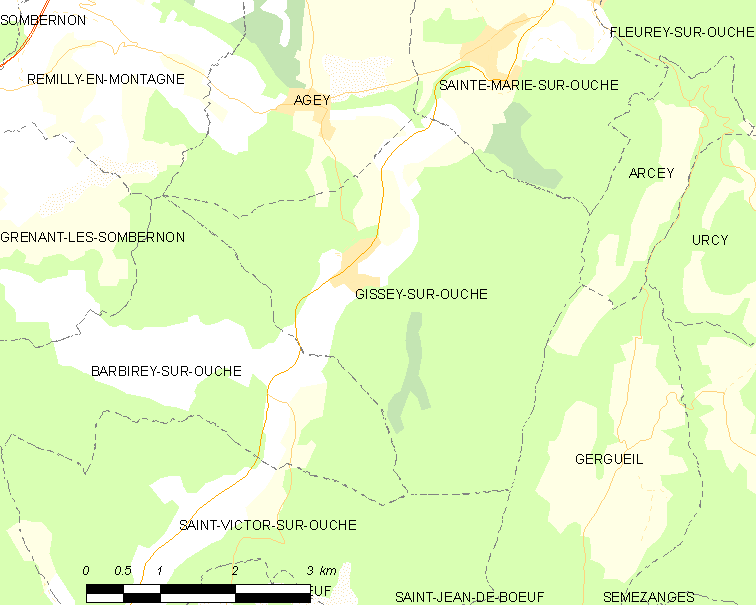
乌什河畔日塞的OSM定位图

乌什河畔日塞的时区为UTC+01:00、UTC+02:00（夏令时）。

## 行政
乌什河畔日塞的邮政编码为21410，INSEE市镇编码为21300。

## 政治
乌什河畔日塞所属的省级选区为塔朗县。

## 人口

1962-2008年间乌什河畔日塞人口变化图示

乌什河畔日塞于2022年1月1日时的人口数量为357人。